# Svislá čára
Svislá čára, svislá kolmice, svislice neboli svislý pruh (|) je speciální znak v textu a také na počítačové klávesnici, přičemž v tabulce ASCII má dekadickou hodnotu 124. Mimo jiné se používá v různých formálních a programovacích jazycích – např. BNF, C nebo PHP – ve významu seznamu variant nebo jako operátor logického či bitového součtu.

## Názvy, zejména hovorové
Tento znak má mnoho hovorových pojmenování, nejčastěji trubka, svislítko, svislice, svislík, kolmítko, roura, rouřítko či pajpa (z anglického „pipe“ čili roura, přičemž tento význam má například v shellech unixových operačních systémů, kde umožňuje propojit výstup jednoho a vstup jiného programu, tj. jedná se o zpotrubnění[zdroj?] neboli rouření). Oficiální český název tento znak pravděpodobně nemá, připomíná však příruby při sestavování potrubí z rour, z textů příkazů. Lidový název kalk roura je kritizovaný zejména pro vzhledovou nepřípadnost[zdroj?], protože roura by měla ukazovat její průřez[zdroj?] a anglické pipe má také bližší významy, jako je například pruh.

## Na klávesnicích
Klávesa s tímto znakem se obvykle nalézá nedaleko klávesy Backspace resp. ↵ Enter, někdy také vedle levého Shiftu. Na některých PC klávesnicích je varianta ¦ – broken pipe původem z kódové stránky 437.
Pro napsání znaku svislice lze na klávesnici použít kombinace kláves:
- Alt + 124, číslice pouze z numerické klávesnice, zaručeně funguje pro levý, tzv. textový Alt – funguje vždy bez ohledu na stav Num-Lock).
- Ctrl + Alt + W ve Windows funguje pouze tehdy, jestliže tuto klávesovou zkratku nemá přiřazen zástupce.

## Na české klávesnici
A navíc na české klávesnici tyto kombinace (pouze neanglická rozložení klávesnice, na anglické přehrává zvukový signál Hvězdička):
- AltGr + W, pravý Alt, tedy tzv. grafický Alt (obdoba Ctrl + Alt + W).
- AltGr + ⇧ Shift + ¦ – kombinace AltGr + ⇧ Shift + … obchází běžné rozložení znaků a nahrazuje některé speciální znaky jinými.